# Râul Homorod, Olt (Dumbrăvița)
Râul Homorod sau Râul Ciucaș este un afluent de stânga al râului Olt. În dreptul localității Satu Nou râul se desparte în două brațe. Cursul principal păstrează numele Homorod, iar cel secundar este numit Homorodul Vechi. Cele două brațe se unesc din nou în dreptul localității Feldioara, înainte de varsărea în Olt. 

## Hărți
- Harta județul Brașov
- Harta munții Perșani  Arhivat în 13 iunie 2008, la Wayback Machine.